# Sally Gutiérrez Dewar
Sally Gutiérrez Dewar es artista visual, investigadora y profesora en la Facultad de Bellas Artes de Salamanca y en la Universidad Europea.

## Datos biográficos
Sally Gutiérrez Dewar se licenció en Bellas Artes en la Universidad Complutense de Madrid para después trasladarse con una beca a Berlín donde durante varios años desarrolló su trabajo dentro de la corriente artística independiente del distrito Mitte, tras la caída del muro. En 1998 de trasladó a Nueva York gracias a una beca Fullbriht para cursar el Master de Estudios Mediáticos en la New School Univesity. En 1993-2000 logró una estancia en el Whitney Museum of American Art Independent Study Program y durante el curso 2000-2001 disfrutó de la beca/residencia del Lower Manhattan Cultural Council World Views'. 
En 2001 vuelve a Madrid para trabajar como artista visual y directora de película de no-ficción. 
En 2005 se estrena el documental Manola coge el autobús escrito y dirigido por la autora y su hermana Gabriela. EN 2008 ambas dirigen el documental Tapologo, ganador de más de 10 premios internacionales y presente en más d 60 festivales y pases de cine. En 2017 escribe y dirige el documental Ta acorda ba tu el Filipinas? (¿Te acuerdas de Filipinas?, estrenado en Manila en 2017. Ambos han participado en la Seminci.

### Obra visual y documental
Sally Gutiérrez ha expuesto su obra tanto museos como galerías nacionales e internacionales -Matadero, Museo Nacional Reina Sofía, MACBA, Jeu de Paume, Kunstwerke, Akademie de Künste, Berlín, Parker’s Box, Whitebox Gallery, PS1, Nueva York.
Es miembro del colectivo Declinación Magnnética y es socia de Asociación de Cine documental DOCMA.

#### Tapologo
Documental codirigido con su hermana Gabriela rodado en Sudáfrica, presentado en numerosos festivales en todo el mundo, museos y centros de arte. Ha logrado ocho premios internacionales.

#### Ta acorda ba tu el Filipinas?- ¿Te acuerdas de Filipinas?
Documental o película de no ficción rodado en Filipinas con fotografía de Raquel Fernández Núñez y edición y montaje de Ana Pfaff. La pelicúla rodada en Manila y Zamboanga, explora los rastros de las distintas culturas y cololizaciones superpuestas en Filipinas así como los efectos de la globalización actual. Se centra en la memoria hablada, escrita y cultural entre España y su antigua colonia asiática pero también aparecen las sombras de los antiguos imperios mundiales y las presencias postcoloniales emergen a través del pluralismo del lenguaje. Un lenguaje de complejidad laberíntica asociado a identidades mestizas en un archipiélago fragmentado. La película narra de forma no lineal vidas, memorias y espacios de diferentes comunidades de habla. Miembros de la comunidad hispanoparlante que todavía hablan el español filipino, que es único en las Filipinas, y los chabacanos de Zamboanga en la isla de Mindanao.
El idioma Chabacano es una lengua criolla malaya que se originó hace 400 años y muestra una mezcla de elementos del español europeo y mexicano, así como de las lenguas indígenas latinoamericanas, todos los cuales fueron puestos en contacto por las rutas comerciales del Imperio Español. La estructura de Chabacano en sí misma es, pues, testigo de la primera ola de globalización. ¿Ta acordaba Filipinas? explora la función del lenguaje como vehículo y como forma de memoria, personal y colectiva. El documental se estrenó en Manila y se ha presentado en la SEMINCI de Valladolid.

## Filmografía

### Directora
- 2017 Ta acorda ba tu el Filipinas? (¿Te acuerdas de Filipinas?/ Do You Remember the Philippines? (documental) 82, producción España/ Filipinas
- 2008 Tapologo (documental) (codirectora junto a Gabriela Gutiérrez)
- 2005 Manola coge al autobús (documental)

### Guionista
- 2017 Ta acorda ba tu el Filipinas? (¿Te acuerdas de Filipinas? (documental)
- 2005 Manola coge al autobús (Documentary short)